# Штандарт президента Кыргызстана
Штандарт президента Кыргызстана — официальный флаг президента Кыргызстана. Был изначально установлен 10 мая 2003 года Указом Президента Кыргызской Республики УП№144 «О знаках отличия Президента Кыргызской Республики». 

## Описание
Описание самого штандарта:
Штандарт (флаг) Президента Кыргызской Республики представляет собой полотнище красного цвета (цвета Государственного флага Кыргызской Республики), обрамленное золотой лентой шириной 50 мм и золотой бахромой. Ширина полотнища составляет три пятых его длины. В геометрическом центре расположен золотой круг, диаметр которого составляет три пятых ширины флага.
В центре золотого круга расположено стилизованное изображение Государственного герба: изображение белого сокола с распростертыми крыльями, помещенного в центре золотистого круга, и расположенных на заднем плане озера, отрогов гор Ала-Тоо и восходящего солнца с лучами золотистого цвета. По кругу располагается надпись золотом «Кыргыз Республикасынын Президенти». Размеры букв надписи составляют одну седьмую диаметра золотого круга. На древке штандарта крепится серебряная скоба с выгравированными на государственном языке фамилией, именем и отчеством Президента Кыргызской Республики и датами, указывающими срок его избрания. Древко штандарта увенчано золотым навершием в виде наконечника копья.

## История
После состоявшихся 10 июля 2005 года выборов президента, Центральная избирательная комиссии своим постановлением утвердила штандарт президента такого же вида и с таким же описанием. Прежний Указ Президента о штандарте 2003 года был признан утратившим силу указом исполняющего обязанности президента Кыргызстана от 30 июля 2005 года УП№302. Новый штандарт был вручен президенту на его инаугурации 14 августа 2005 года.

## Использование
Штандарт президента вручается при вступлении в должность Президента Кыргызстана.
Местонахождением оригинала штандарта в городе Бишкек.
Дубликат штандарта устанавливается рядом с государственным флагом Кыргызстана над резиденцией в столице республики, над другими резиденциями во время пребывания президента в них, на транспортных средствах президента.
На торжественных и иных церемониях с участием главы государства дубликат штандарта может устанавливаться рядом с государственным флагом.